# Semaeopus mizteca
Semaeopus mizteca är en fjärilsart som beskrevs av William Schaus 1901. Semaeopus mizteca ingår i släktet Semaeopus och familjen mätare. Inga underarter finns listade i Catalogue of Life.